# Вила Машити IV (Кјети)
Вила Машити IV је насеље у Италији у округу Кјети, региону Абруцо.
Према процени из 2011. у насељу је живело 49 становника. Насеље се налази на надморској висини од 220 м.